# あなたと私にできる事
「あなたと私にできる事」（あなたとわたしにできること）は、日本のシンガーソングライター、安藤裕子の2枚目のシングルである。2005年4月27日発売。発売元はavex trax。

## 概要
- カーネーション、TOKIE、スカパラホーンズのメンバーが参加。
- PV監督はUGICHIN。

## 収録曲
1. あなたと私にできる事[6:13]
作詞・作曲：安藤裕子／編曲：山本隆二
2. lovely second way[4:59]
作詞：安藤裕子／作曲：高桑圭／編曲：山本隆二
3. あなたと私にできる事 (inst.)[6:13]
4. lovely second way (inst.)[4:59]

## 収録アルバム
- オリジナル『Merry Andrew』（2006年1月25日）
- ベスト『THE BEST '03〜'09』（2009年4月15日）